# Shell Eco-Marathon
Shell Eco-marathon é uma competição anual patrocinada pela Shell, voltada para o design e construção de veículos que desenvolvam a melhor eficiência em consumo de combustivel.
O princípio da corrida é desenhar e construir um veículo que utilize a menor quantidade de combustível para viajar a maior distância possivel. O design dos carros são extremos, de forma a considerarem a redução máxima do atrito e obterem maior eficiência.

## História
A Shell Eco-marathon começou em 1939 no laboratório de pesquisa da Shell, nos Estados Unidos. No início era uma aposta amigavel entre os cientistas, para ver quem conseguiria fazer a maior distãncia por galão de combustível.
A competição na forma como é conhecida hoje, iniciou-se em 1985, na França, atraindo milhares de jovens engenheiros e cientistas de 20 países europeus.